# Alvar Aaltomuseet
Alvar Aaltomuseet (finska: Alvar Aalto-museo) är ett finländskt arkitekturmuseum med lokaler i Jyväskylä och i Helsingfors.
Museet grundades 1966.

## Jyväskylä
Museibyggnaden i Jyväskylä, som ritades av Alvar Aalto och uppfördes 1971-73, förvaltas av Alvar Aalto-stiftelsen.
Byggnaden är på sammanlagt 1.750 kvadratmeter, varav utställningslokalerna på de övre planet är 700 kvadratmeter. Belysningen kommer där uppifrån. Den större utställningshallen används för en permanent utställning över Alvar Aalto. Huset räknas in i Alvar Aaltos "vita period". Ytterväggarna är klädda med ljusfärgade keramikplattor, kallade "Halla" (frost), som tillverkats av Arabia.
Strax söder om Jyväskylä på ön Muuratsalo finns Alvar Aaltos experimenthus, som också ligger under Alvar Aaltomuseet.

## Helsingfors
I Helsingfors förvaltar Alvar Aaltomuseet dels Villa Aalto i Munksnäs, dels Alvar Aaltos ateljé, också i Munksnäs.